# Якшина, Валентина Владимировна
Валентина Владимировна Якшина (род. 6 февраля 1976) — российская спортсменка по конькобежному спорту, участница зимних Олимпийских игр 2002 и 2006 годов. Серебряный призёр чемпионата России в многоборье и 2-кратная серебряный и 2-кратная бронзовый призёр на дистанциях 3000 и 5000 м. Мастер спорта России международного класса (1999). Выступала за СК Вооруженных сил РФ и г. Красноярск.

## Биография
Валентина Якшина родилась в городе Приозерске Ленинградской области. С 6 лет занималась фигурным катанием, а в 13 лет перешла в конькобежный спорт, и тренировалась у тренера Сергея Григорьевича Исаева в Ленинграде и Заслуженного тренера России Медведева Юрия Николаевича. В 1994 году Валя участвовала на чемпионате мира среди юниоров и заняла 18-е место в многоборье. Тогда же получила звание Мастер спорта России по конькобежному спорту.
В 1995 году впервые соревновалась на чемпионате России в классическом многоборье и в том же году переехала в Красноярск, где стала тренироваться под руководством Александра Николаевича Рябинина. В декабре 95-го на чемпионате России она поднялась на 6-е место, а в начале 1996 года участвовала на Европейских Олимпийских играх, где стала серебряным призёром в забеге на 3000 м и бронзовым на 5000 м.
В 1999 году Якшина стала четвёртой в многоборье на чемпионате России и отправилась в составе сборной на этапы Кубка мира, а следом и на чемпионат мира на отдельных дистанциях в Херенвене, где финишировала 21-й на дистанции 3000 м. В декабре 2001 года успешно прошла отбор на Олимпиаду 2002 года, заняв 1-е место в забеге на 3000 м. В январе 2002 года на чемпионате Европы в классическом многоборье заняла 9-е место.
В феврале на зимних Олимпийских играх в Солт-Лейк-Сити Валентина заняла 11-е место в беге на 5000 м, 17-е на 3000 м и 18-е на 1500 м. В марте на чемпионате мира в Херенвене заняла 15-е место в сумме многоборья. В конце декабря Валентина впервые стала серебряным призёром чемпионата России в классическом многоборье и через месяц в январе 2003 года вновь заняла 9-е место на чемпионате Европы в классическом многоборье.
В 2003 году на чемпионате мира в Гётеборге она заняла 19-е место в многоборье и на индивидуальном чемпионате мира в Берлине финишировала 12-й в забеге на 3000 м и 14-й на 5000 м. Через год показала лучший результат на чемпионате мира в Сеуле, заняв 5-е место на дистанции 5000 м, а также 9-е на 3000 м. В марте выиграла серебряную медаль на чемпионате России в беге на 3000 м. В 2006 году Валентина Якшина участвовала на своих вторых зимних Олимпийских играх в Турине, где заняла 24-е место на дистанции 3000 м и 25-е на 1500 м. В декабре 2006 года она поднялась на 4-е место в многоборье на чемпионате России и в марте 2007 году завершила карьеру спортсменки.

## Личная жизнь
Валентина Якшина окончила школу № 16 в Санкт-Петербурге в 1993 году. В 2002 году с отличием окончила Красноярское училище олимпийского резерва, а в 2007 году окончила факультет физической культуры и спорта Южно-Уральского государственного университета (ЮУрГУ) по специальности "Физическая культура и спорт". В 2006 году она вернулась в Санкт-Петербург. Работает тренером-преподавателем в Академии ледовых видов спорта. Лауреат  конкурса профессионального мастерства тренеров государственных учреждений Санкт-Петербурга (2022).